# Atelier d'artiste
Pour les articles homonymes, voir Atelier (homonymie).
L'atelier d'artiste est le lieu de travail et, accessoirement, le logement d'un artiste. Peut s'appeler un « studio ».

## Vicissitudes de l'atelier
L'atelier d'artiste était, du XIXe siècle jusqu'au début des années 1970, un lieu culturel important, un « espace de réunion, de discussion, de mise en perspective de l’activité picturale », non seulement dans le domaine des arts mais aussi de la littérature et de la création en général.
Fréquenté par les intimes, les élèves et les amateurs d'art — clients potentiels —, les ateliers d'artistes étaient également des lieux d’exposition privés, parfois rassemblés en cités d'artistes, comme le Bateau-Lavoir et la Ruche à Paris, ou les ateliers Mommen à Saint-Josse-ten-Noode (Bruxelles, Belgique).
Au cours des années 1970, des artistes introduisent une pratique différente dans le monde de l’art et remettent en question les contraintes de l'atelier en pratiquant un art in situ qui abandonne l’usage de ce dernier. Assimilé à un « folklore artistique dépassé », il fait l’objet d’une réflexion critique et des artistes tels que Daniel Buren ou les protagonistes du Land art choisissent de travailler uniquement dans l'espace public.
Aujourd’hui, l’atelier est remis à la mode par des artistes comme Jeff Koons ou Xavier Veilhan qui se mettent  en scène au sein de leurs ateliers-entreprises. « Après avoir été déclaré mort par Roland Barthes et par Michel Foucault il y a environ quarante ans, l’artiste (souvent masculin) connaît actuellement un renouveau en tant que messie et moteur économique ».

## Les ateliers d'artiste dans la peinture et le dessin
De nombreuses toiles représentent un atelier d'artiste. Souvent l'artiste se représente lui-même au sein de son atelier, seul ou avec son ou ses modèles, d'éventuels élèves et parfois avec d'autres amis artistes ou des mécènes fiers d'y figurer.
Quelques exemples, classés par ordre chronologique
- Hans Burgkmair l'ancien : L'empereur Maximilien dans l'atelier de Burgkmair, vers 1514-1516, gravure sur bois ;
- Jan Vermeer : L'Art de la peinture ou Allégorie de la peinture ou L'artiste dans son atelier, vers 1665, Vienne, Kunsthistorisches Museum ;
- Wolfgang Adam Töpffer L'atelier d'un peintre indigent. 1797 Musée d'art et d'histoire de Genève
- Georg Friedrich Kersting : Caspar David Friedrich dans son atelier, 1819, Berlin, Alte Nationalgalerie ;
- Carl Spitzweg : Le Portraitiste, 1854, Schweinfurt, collection Georg Schäfer ;
- Gustave Courbet : L'atelier de l'artiste, 1855, Paris, musée du Louvre ;
- Joseph Hornung, par Alexandre D'Albert-Durade 1861 [Marché de l'art][7].
- Camille Corot : Jeune femme à la mandoline pensive dans l'atelier, 1870, Paris, musée du Louvre ;
- Henri Fantin-Latour : Un atelier aux Batignolles, 1870, Paris, Musée d'Orsay ;
- Frédéric Bazille : L'atelier de Bazille, 9 rue de la Condamine à Paris, 1870, Paris, Musée d'Orsay ;
- Adolph Menzel : Le mur de l'atelier, 1872, Hambourg, Kunsthalle ;
- Odilon Redon : L'atelier de Redon, 81 boulevard du Montparnasse, 1873-1877, Paris, musée du Louvre[8] ;
- François Diday:  Le dernier atelier de François Diday, rue des Alpes 1877, par Charles Du Bois-Melly, Musée d'art et d'histoire de Genève
- James Ensor : Nature morte dans l'atelier, 1889, Munich, Neue Pinakothek ;
- Georges Achille-Fould : Rosa Bonheur dans son atelier, 1893, Bordeaux, musée des Beaux-arts[9] ;
- Dieter Roth : Installation.

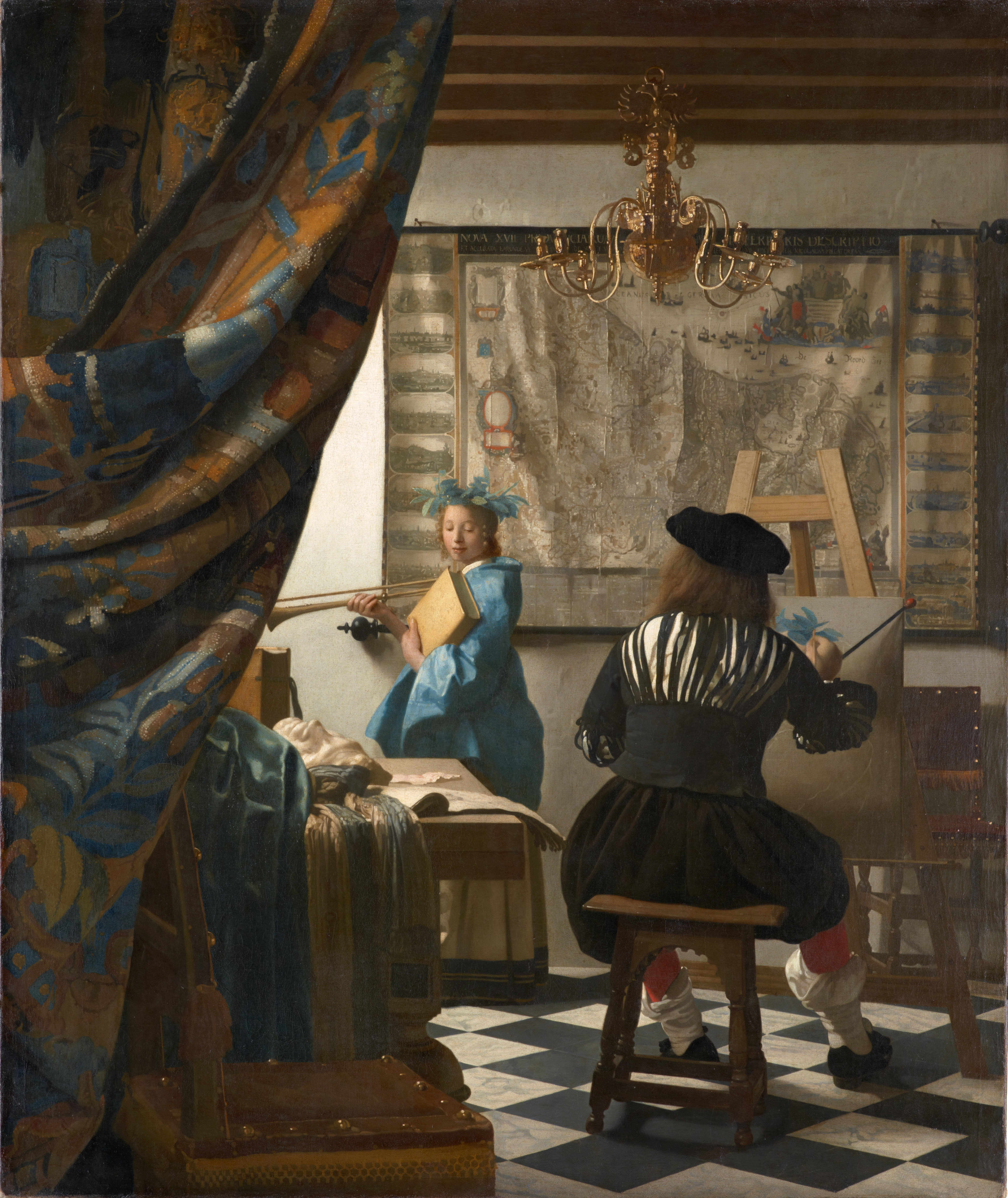
Jan Vermeer, L'Art de la peinture, 1665, Vienne, Kunsthistorisches Museum.
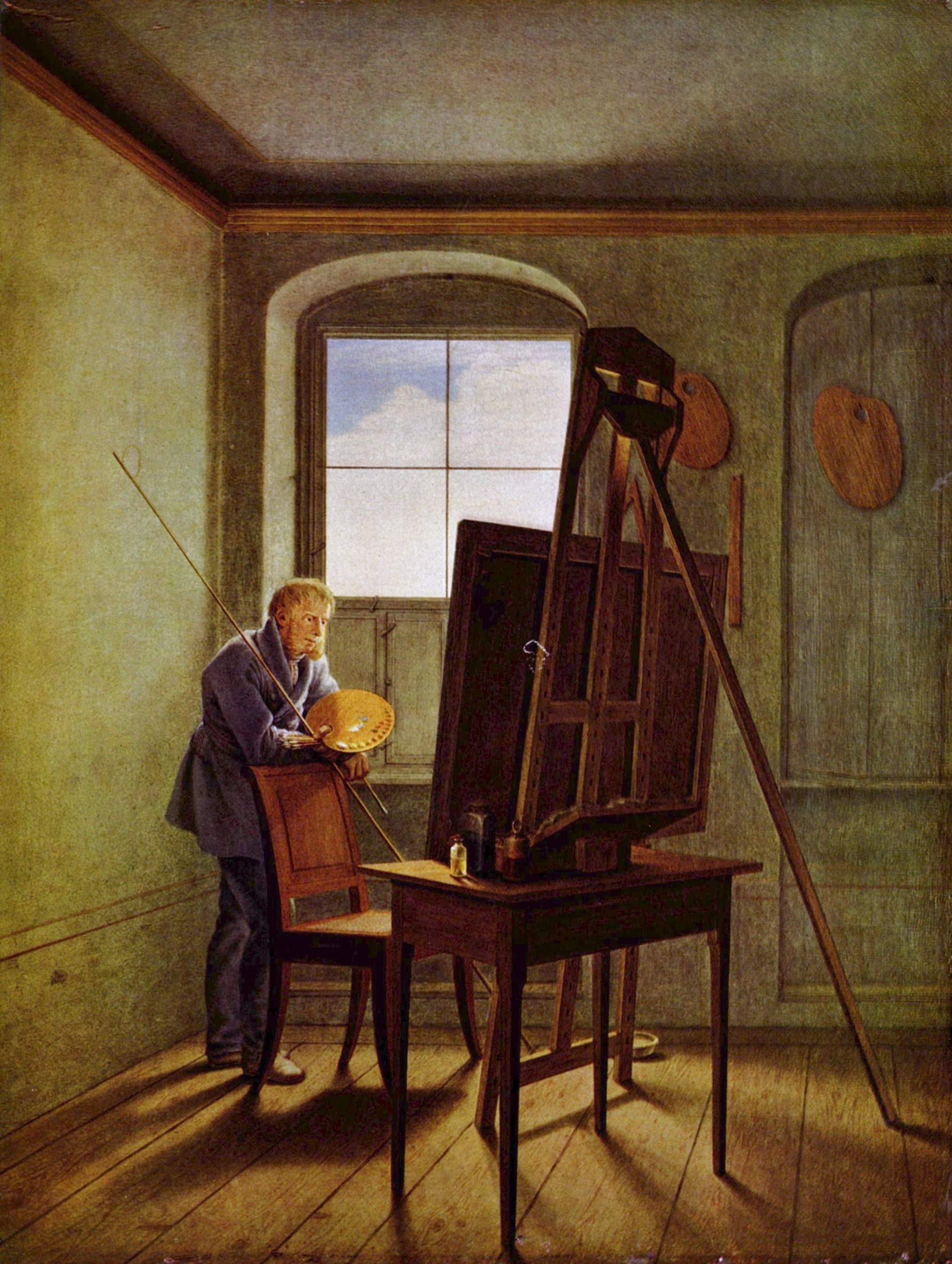
Georg Friedrich Kersting Caspar David Friedrich dans son atelier, 1819 Berlin, Alte Nationalgalerie.
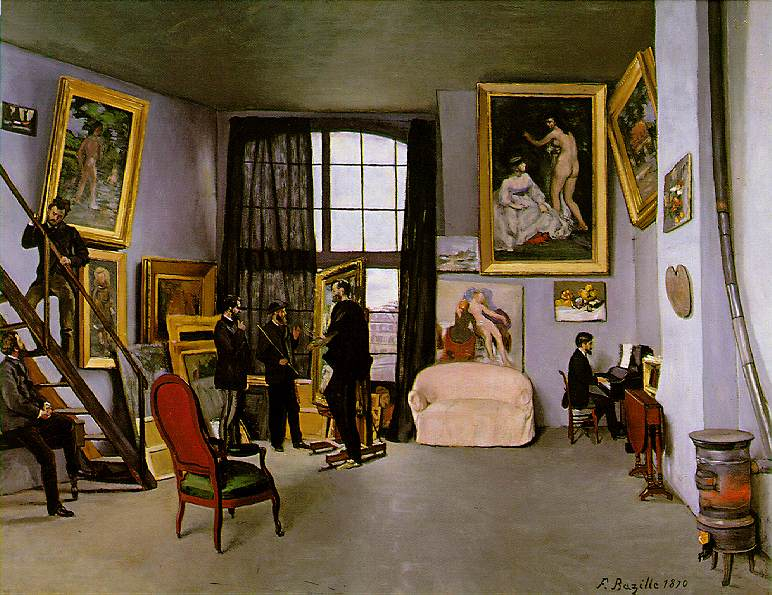
L'Atelier de la rue de la Condamine (1870) par Frédéric Bazille, Musée d'Orsay.
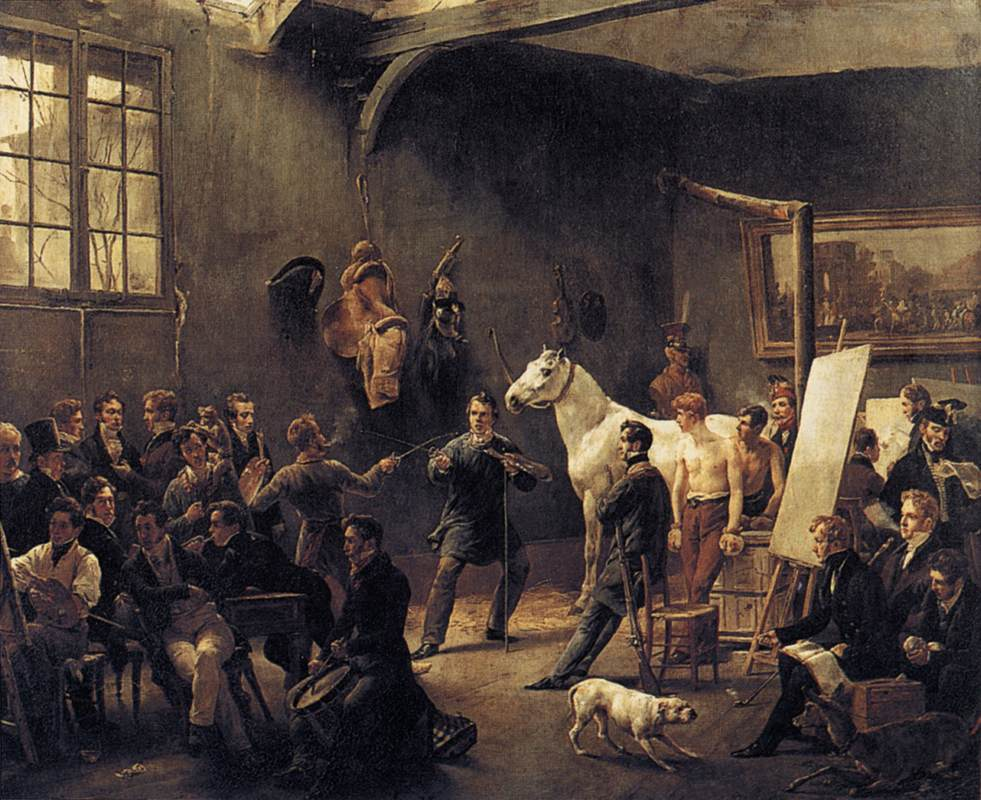
Un atelier d'artiste peint en 1820 par Horace Vernet, lieu animé où autour des peintres se pressent les amateurs.

## Liste d'ateliers d'artistes

### Belgique

#### À Bruxelles
- 1862: maison-atelier construite par le sculpteur Jacques-Philippe De Haen, occupé par Eugène Smits, Edouard Van Den Bosch, Géo De Vlamynck, Taf Wallet. 7 rue de la Constitution à Schaerbeek
- 1874 et 1910 : ateliers Mommen, à Saint-Josse-ten-Noode, premier exemple d'ateliers collectifs, architectes Ernest Hendrickx, 1874, et Henri Van Massenhove, 1910 ;
- 1885 : maison-atelier du peintre Georges Saint-Cyr, devenue ensuite celle du peintre Herman Richir, 42, rue Thomas Vinçotte à Schaerbeek, architecte inconnu, 1885.
- 1889 : atelier de l'artiste Félix Rodberg, style néo-grec, rue Washington, 28 à Ixelles, attenant à son ancienne demeure au no 30, architecte Henri Van Dievoet, 1889 ;
- 1891 : atelier du sculpteur Alfred Crick, rue Simonis, 64, architecte Paul Hankar, 1891 ;
- 1898-1901 : la Maison Horta, rue Américaine, 25 à Saint-Gilles, architecte Victor Horta, 1898-1901 ;
- 1900 : atelier de sculpture de Jacques Sermon et Henri Pletinckx, 47 rue Arthur Diderich, architecte Richard Pringiers, 1900 ;
- 1901 : maison-atelier du sculpteur Fernand Dubois, avenue Brugmann 80 à Forest, architecte Victor Horta, 1901 ;
- 1901 : maison-atelier du sculpteur Pierre Braecke, rue de l'Abdication 31, par son ami l'architecte Victor Horta dont il fut le collaborateur, 1901 ;
- 1901 : maison de style éclectique du peintre anversois Charles Peeters, rue de la Comète 14, 1901 ;
- 1902 : atelier du maître-verrier Sterner, rue du Lac, 6 à Ixelles, architecte Ernest Delune, 1902 ;
- 1902 : maison-atelier du peintre Émile Fabry, rue du Collège Saint-Michel 6, à Woluwe-Saint-Pierre, architecte Émile Lambot, 1902 ;
- 1904 : ancienne maison et atelier du peintre Eugène Broerman de style éclectique, place Antoine Delporte, 2 à Saint-Gilles, architecte Jacques Van Mansfeld, 1904 ;
- 1904 : atelier de sculpture de style éclectique, pour le statuaire Frans Henin, rue des Éburons, 63 à Bruxelles, architecte Jules Brunfaut, 1904 ;
- 1904-1905 : maison-atelier de Louise de Hem, immeubles mitoyens de style art nouveau construits à Forest, 11, rue des Barnabites (actuellement 15, rue Darwin), à Forest, architecte Louise de Hem, 1904-1905 ;
- 1922 et 1946 : ancien atelier du peintre Hermann Courtens, rue Braemt 97-99 à Saint-Josse-ten-Noode, architecte Antoine Courtens, 1922 et agrandi en 1946 ;
- 1932 : maison-atelier du peintre Jean Borin, avenue Nestor Plissart 92, à Woluwe-Saint-Pierre, architecte Jacques Obozinski, 1932.

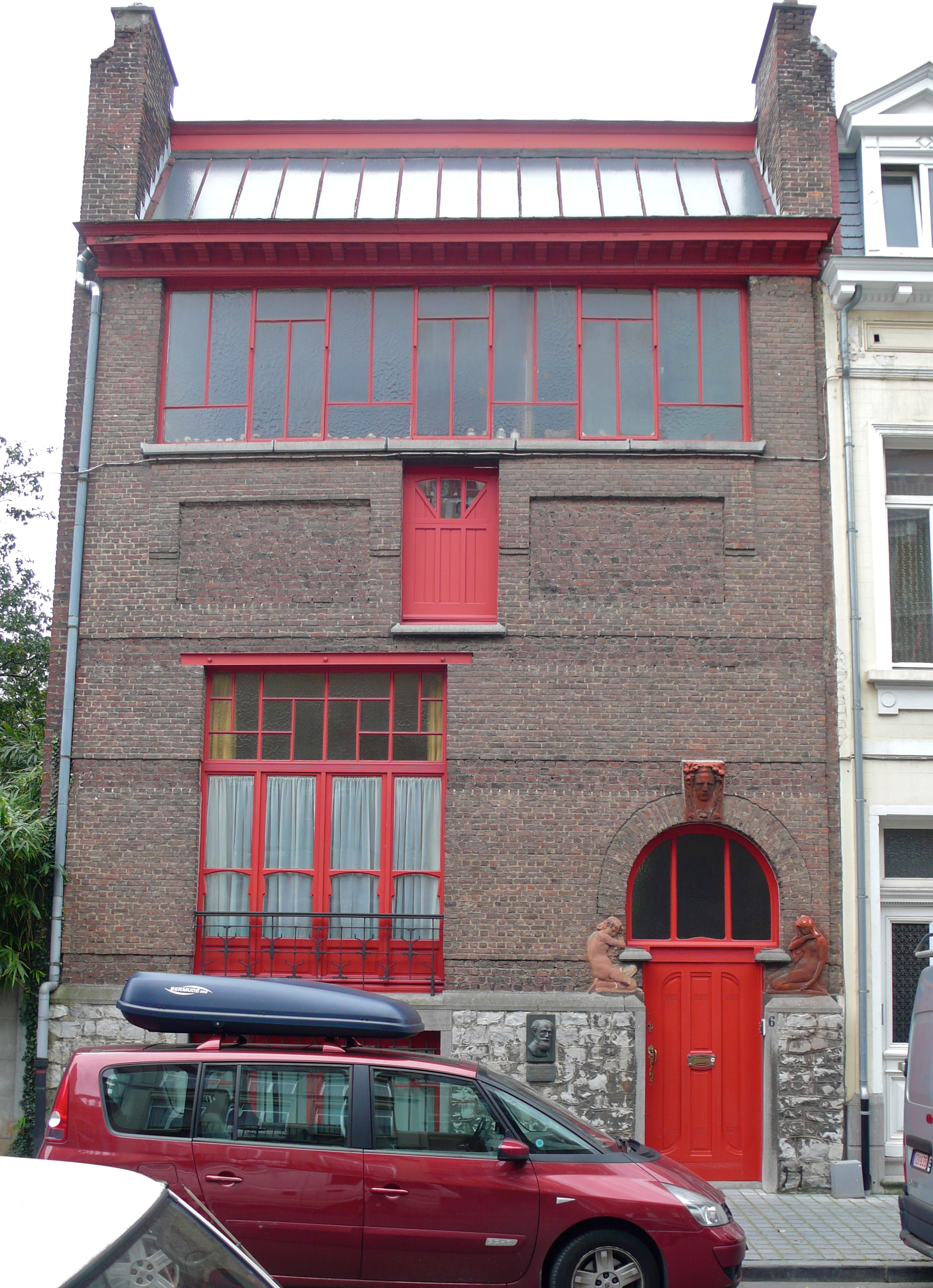
Maison-atelier du peintre Émile Fabry à Woluwe-Saint-Pierre (Bruxelles).
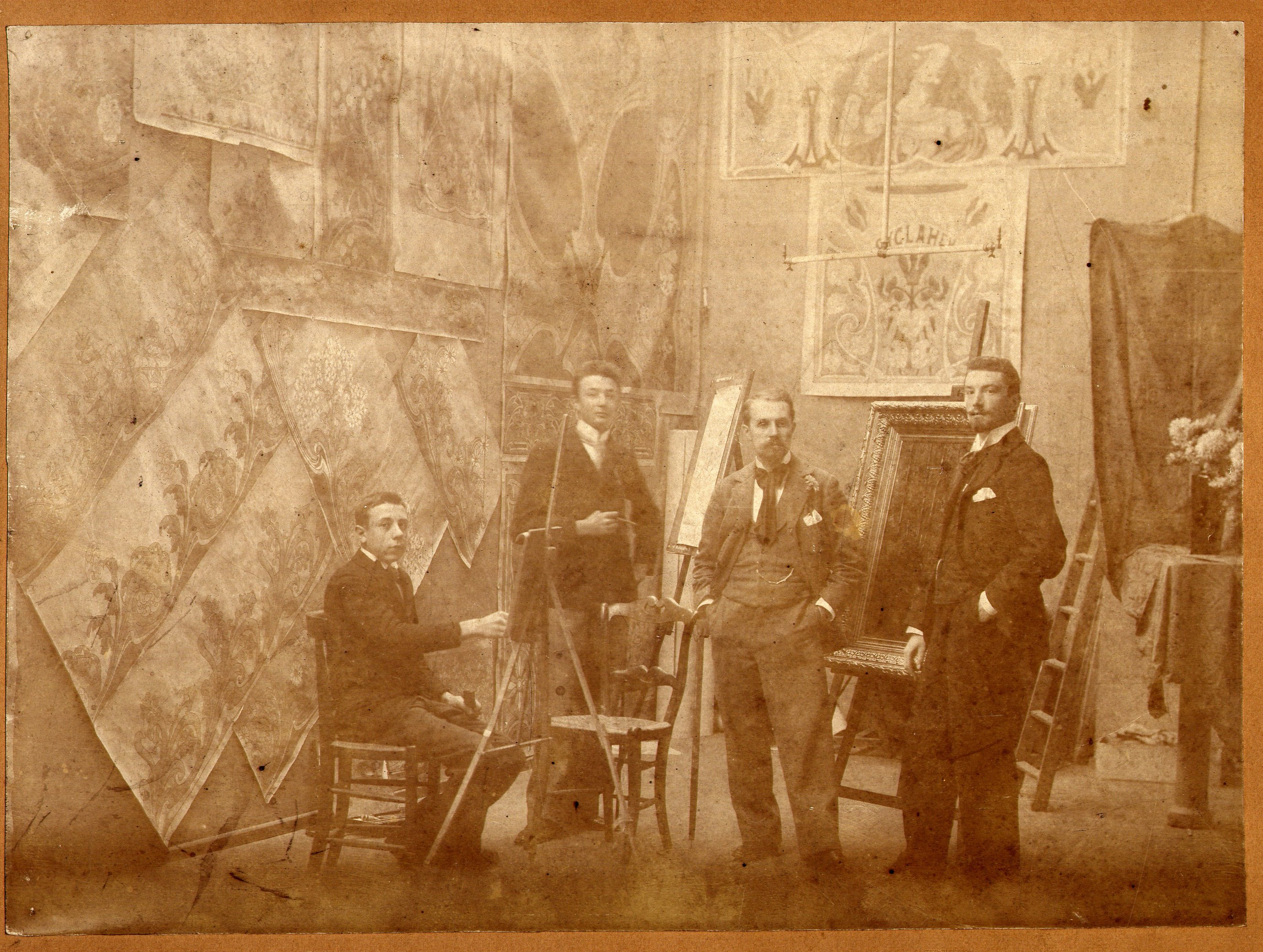
Gabriel van Dievoet, debout à droite dans son premier atelier situé au 73, rue Faider à Ixelles (Bruxelles), avec à ses côtés Léon van Cutsem et deux aides, 1898.

### France
- Clamart : Fondation Arp, atelier de Jean Arp et Sophie Taeuber-Arp[10].
- Lille : La Malterie, 42, rue Kuhlmann. Ancienne malterie devenue lieu quotidien de production pour une centaine de travailleurs culturels, elle concentre dans le quartier de Wazemmes vingt-huit ateliers pour artistes et des locaux pour musiciens ;
- Paris : atelier d'Antoine Bourdelle, rue Antoine-Bourdelle ; atelier d'Eugène Delacroix, rue de Furstemberg ; atelier-appartement de Suzanne Valadon et Maurice Utrillo, rue Cortot.

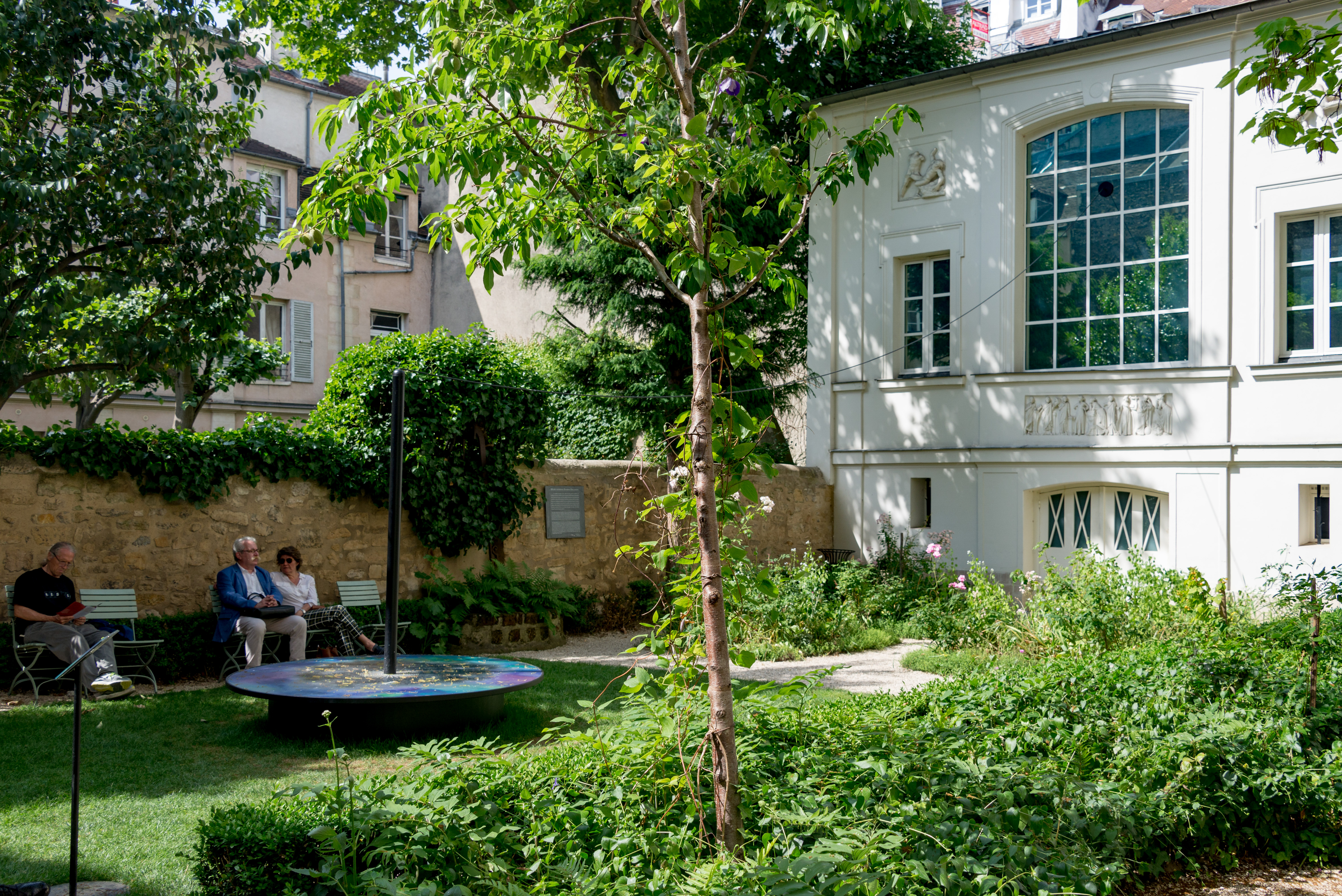
L'atelier d'Eugène Delacroix (construit au milieu du XIXe siècle), à Paris.
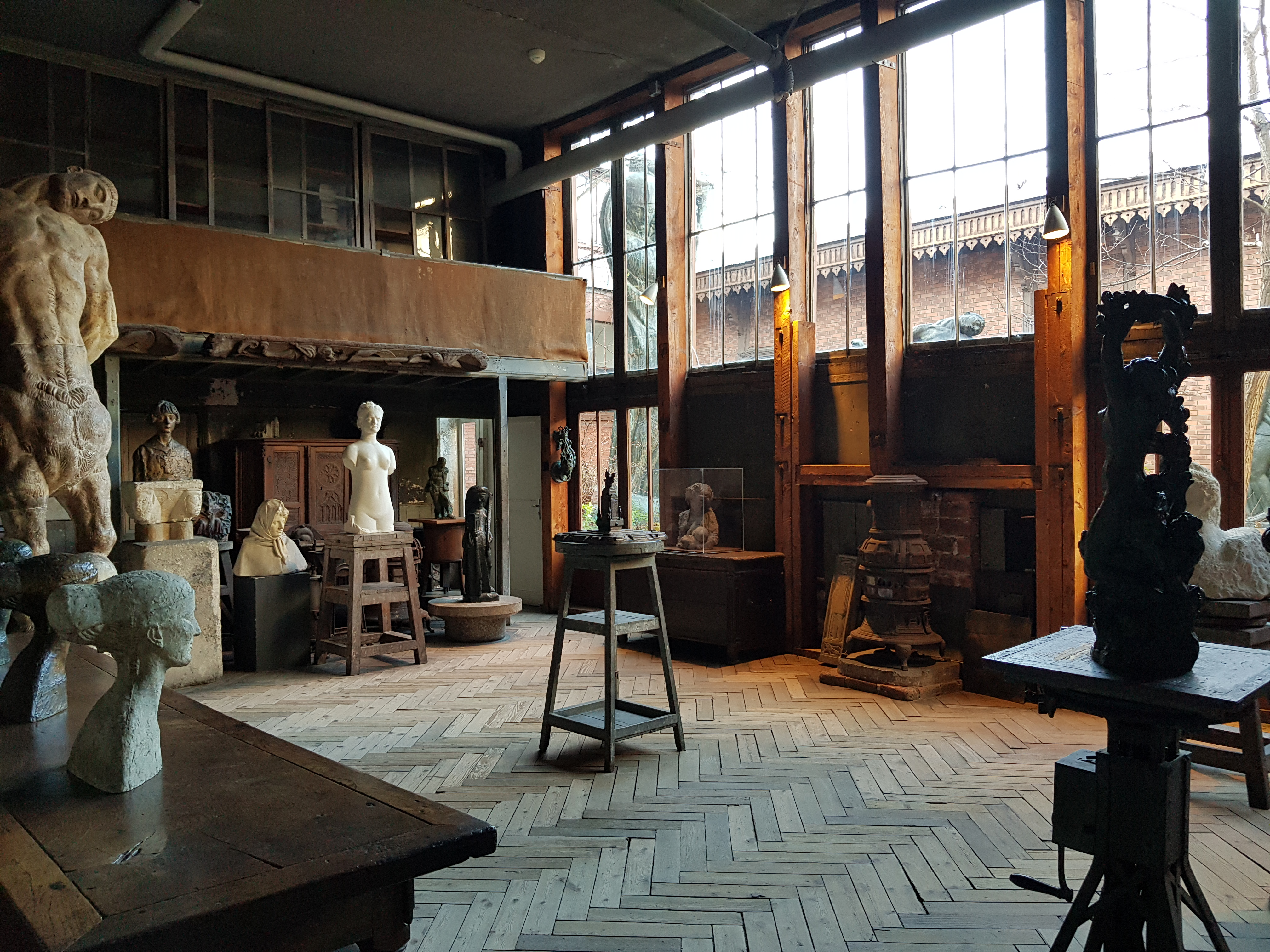
L'atelier d'Antoine Bourdelle (vers 1885), à Paris.
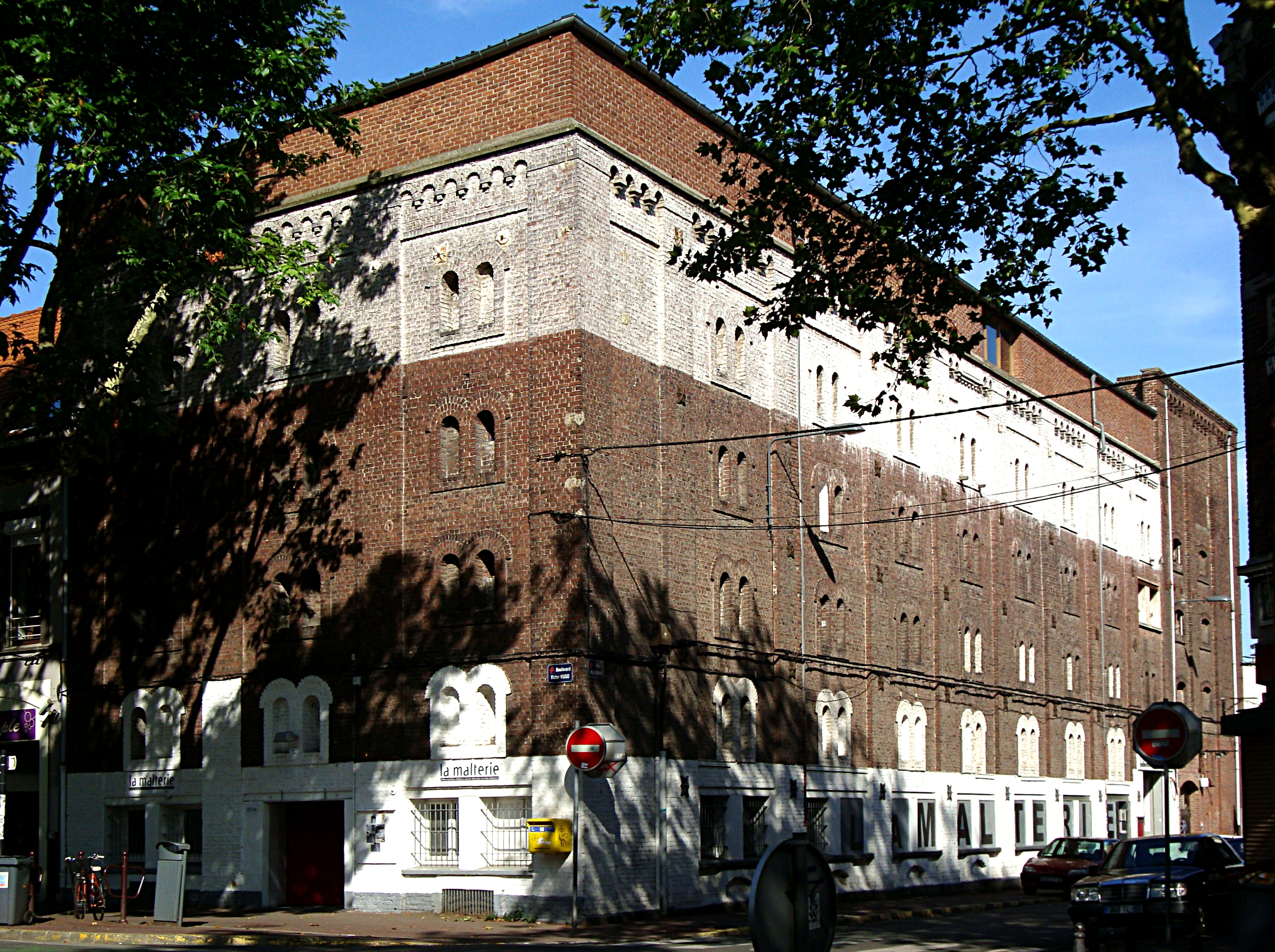
L'atelier pour artiste de nos jours : La Malterie, à Lille.

### Suisse
- Atelier du sculpteur Hermann Haller (1880-1950) à Zurich[11] ;
- Jean Arp: atelier-habitation et nouveau dépôt à Locarno[12] ;
- L'Atelier De Grandi, basé à Corseaux, expose des artistes suisses autour des peintres Italo De Grandi (1912-1988) et Vincent De Grandi (1916-2010).